# 高市村汉墓群
高市村汉墓群，位于山西省运城市永济市栲栳镇高市，是中华人民共和国山西省文物保护单位之一。
1965年5月24日，授予山西省文物保护单位，是一座古墓葬。